# Muswell Hill
Muswell Hill è un sobborgo nella parte settentrionale di Londra, situato nel London Borough of Haringey a circa 10 km (6,2 miglia) a nord di Charing Cross. 
È nel distretto postale di Londra N10 e fa parte del collegio elettorale di Hornsey and Wood Green.
Il politico sudafricano Oliver Tambo ha vissuto in esilio a Muswell Hill dal 1977 al 1990.
È il quartiere in cui sono cresciuti i fratelli Davies dei Kinks ed in cui è nato il cantante Michael Kiwanuka.